# Minimedusa polyspora
Minimedusa polyspora é uma espécie de fungo pertencente à família Tulasnellaceae.